# Gerard Cisneros Cecchini
Gerard Cisneros Cecchini (Manresa, 1989) és un poeta i traductor català. És llicenciat en filosofia per la Universitat de Barcelona i exerceix la docència. El 2009 va publicar la plaquette Bolets, juntament amb Enric Casasses i Edgar Alemany i el 2016 va guanyar el premi Cadaqués a Rosa Leveroni de poesia amb D'epitalami, res.
Com a traductor ha publicat un pòster amb poemes d'Allen Ginsberg i Poeta de les cendres de Pier Paolo Pasolini.

## Obres
- Bolets (La Garriga: Misael Editors, 2009)
- D'epitalami res (Barcelona: Meteora, 2017). Premi Cadaqués a Rosa Leveroni.
- Agre (Pollença: El Gall Editor, 2022)

## Traduccions
- Tretze poemes d'Allen Ginsberg (Barcelona: Poncianes, 2015)
- Poeta de les cendres (Barcelona: Poncianes, 2016)